# Cantharoxylymna bicolor
Cantharoxylymna bicolor är en skalbaggsart som beskrevs av Linsley 1934. Cantharoxylymna bicolor ingår i släktet Cantharoxylymna och familjen långhorningar.
Artens utbredningsområde är Panama. Inga underarter finns listade.